# Telmatoscopus bosnicus
Telmatoscopus bosnicus és una espècie de dípter pertanyent a la família dels psicòdids present a l'antiga República Federal Socialista de Iugoslàvia i Bulgària.